# Riffa SC
Al-Riffa Sports Club (ar. نادي الرفاع الرياضي) – bahrajński klub piłkarski grający w pierwszej lidze bahrajńskiej, mający siedzibę w mieście Ar-Rifa.

## Historia
Klub został założony w 1953 roku. W swojej historii klub czternastokrotnie zostawał mistrzem Bahrajnu w sezonach 1981/1982, 1986/1987, 1989/1990, 1992/1993, 1996/1997, 1997/1998, 1999/2000, 2002/2003, 2004/2005, 2011/2012, 2013/2014, 2018/2019, 2020/2021 i 2021/2022. Zdobył również cztery Puchary Bahrajnu w 2000, 2001, 2004 i 2014, siedem Pucharów Króla Bahrajnu w latach 1973, 1985, 1986, 1998, 2010, 2019 i 2021 oraz cztery Puchary Korony Księcia Bahrajnu w latach 2002, 2003, 2004 i 2005.

## Sukcesy
- I liga:

mistrzostwo (14): 1981/1982, 1986/1987, 1989/1990, 1992/1993, 1996/1997, 1997/1998, 1999/2000, 2002/2003, 2004/2005, 2011/2012, 2013/2014, 2018/19, 2020/21, 2021/22
- Puchar Bahrajnu:

zwycięstwo (4): 2000, 2001, 2004, 2014
- Puchar Króla Bahrajnu:

zwycięstwo (7): 1973, 1985, 1986, 1998, 2010, 2019, 2021
- Puchar Korony Księcia Bahrajnu:

zwycięstwo (4): 2002, 2003, 2004, 2005

## Stadion
Domowe mecze klub rozgrywa na stadionie o nazwie Malab al-Bahrajn al-watani, położonym w mieście Ar-Rifa. Stadion może pomieścić 35580 widzów.